# توماس ألين
توماس ألين (بالإنجليزية: Thomas Allen)‏ (و. 1944  م) هو مغني، ومغني أوبرا، ومعلم موسيقى إنجليزي.

## التعليم
تعلم في الكلية الملكية للموسيقى ‏ (1964–1968).

## جوائز
حصل على جوائز منها:
- King's Medal for Music [الإنجليزية]‏ (2013)
- لقب فارس (1999)[8]
- قائد وسام الامبراطورية البريطانية (1989).[8]

## وصلات خارجية
- توماس ألين على موقع IMDb (الإنجليزية)
- توماس ألين على موقع ميوزك برينز (الإنجليزية)
- توماس ألين على موقع أول ميوزيك (الإنجليزية)
- توماس ألين على موقع ديسكوغز (الإنجليزية)
- توماس ألين على موقع قاعدة بيانات الفيلم (الإنجليزية)
- توماس ألين في قاعدة بيانات الأفلام على الإنترنت